# باد وارد
باد وارد (بالإنجليزية: Bud Ward)‏ هو لاعب غولف أمريكي، ولد في 1 مايو 1913 في إلما في الولايات المتحدة، وتوفي في 2 يناير 1968 في سان ماتيو في الولايات المتحدة بسبب سرطان.